# Perccottus glenii
Cá bống Trung Quốc hay còn gọi là cá bống Amur (Danh pháp khoa học: Perccottus glenii) là một loài cá nước ngọt chuyên sống ở lưu vực sông Amur phía đông châu Á, thuộc họ cá Odontobutidae trong phân bộ cá bống Gobioidei thuộc bộ cá vược Perciformes. Chúng nằm trong một chi cá đơn loài. Loài này được đánh bắt thủy sản và nuôi làm cá cảnh.

## Tổng quan
Cá bống Trung Quốc phổ biến tại Nga từ những năm 1940 và chủ yếu được nuôi trong bể cá. Nhiều người thả cá xuống sông và hệ thống thoát nước khi chúng trở nên quá lớn. Cá bống Trung Quốc tồn tại và phát triển tại nhiều hồ chứa nước ở Nga. Từng có một con quái ngư đột biến mình lươn đầu giống cá piranha, Con cá kỳ lạ mắc câu ngư dân trên sông Kama thuộc Cộng hòa Udmurt, Nga có hàm răng lởm chởm sắc nhọn và thân hình trơn dài giống lươn, con cá màu đen dài khoảng 20 cm này có phần đầu quái dị, hàm răng sắc và cơ thể như loài lươn, con vật nhiều khả năng là một cá thể đột biến thuộc giống cá bống Trung Quốc.

## Phân bố và môi trường sống
Cá bống Trung Quốc là loài bản địa Viễn Đông nhưng xuất hiện trong các ao hồ ở Đông Âu vào đầu thế kỷ 20 và từ đó lan rộng ra các phần lớn của Danube, Vistula và các lưu vực sông khác nơi nó được coi là một loài xâm lấn. Môi trường sống điển hình của loài này là các ao hồ, các vùng nước kín và các dòng chảy chậm. Địa phương cực tây của phạm vi phân bố của cá bống Trung Quốc là các ao trong lưu vực sông Danube Bayern ở Đức.